# Carl Rudolph (Verwaltungsjurist)
Carl Rudolph (* 26. März 1841 in Stettin; † 5. Mai 1915) war ein deutscher Verwaltungsjurist.

## Leben
Rudolph studierte Rechtswissenschaften in Heidelberg und wurde dort Mitglied des Corps Rhenania. 1865 wurde er Auskultator beim Landgericht in Köln, 1868 Regierungsreferendar in Köln, 1874 Regierungsassessor in Oppeln, 1875 Landrat des Kreises Groß Strehlitz im Regierungsbezirk Oppeln, 1883 Regierungsrat. 1883 um als Unterstaatssekretär in kaiserlich japanische Dienste zu treten. 1887 kehrte er nach Deutschland zurück und wurde als Regierungsrat der Regierung in Posen zugewiesen. 1888 kam er zur Regierung in Merseburg. 1893 wurde er Oberregierungsrat bei der Regierung in Köslin, 1897 in Kassel. Von 1897 bis 1909 war er Dirigent der Abteilung für Direkte Steuern bei der Regierung in Kassel. 1909 trat er in den Ruhestand.

## Auszeichnungen
- Kriegsdenkmünze für 1870/71
- Roter Adlerorden 3. Klasse mit Schleife
- Eisernes Kreuz 2. Klasse
- Preußische Landwehr-Dienstauszeichnung 1. Klasse
- Preußische Zentenarmedaille
- Kommandeurskreuz (3. Klasse) des Japanischen Ordens der Aufgehenden Sonne